# 藤田亜美
藤田 亜美 （ふじた あみ、1983年2月1日 - ） は、日本のレースクイーン・イベントコンパニオンである。芸能事務所には所属せず、フリーランスとして活動。

## 来歴
- 兵庫県神戸市生まれ・育ち。
- 2000年7月、高校3年在学中に自身のプライベートチームでデビュー
- 2001年4月、神戸山手女子短期大学入学、在学中2年間レースクイーン
- 2003年3月、神戸山手女子短期大学卒業（在学時　鈴鹿サーキットクイーン25期生）

## 人物
- 趣味：モータースポーツ観戦・ドライブ・お菓子作り
- 好きな食べ物：おはぎ・アイスクリーム・朝鮮料理
- 嫌いな食べ物：パクチー
- 兄弟：3歳年下の弟1人(藤田啓之ライダー・レーサー）

- 高校3年生の2000年（平成12年）頃からレースクイーンとして活動を始める
- 鈴鹿サーキットクイーンのオーディションを受け25期生として活躍

## レースクイーン
- 2000年7月 FIM世界耐久選手権シリーズ第4戦 コカコーラ鈴鹿8時間耐久ロードレース
- 2001年5月 MFJ全日本ロードレース選手権シリーズ第3戦 鈴鹿スーパーバイク
- 2001年8月 FIM世界耐久選手権シリーズ第6戦 コカコーラ鈴鹿8時間耐久ロードレース OVER Racing
- 2002年8月 FIM世界耐久選手権シリーズ第4戦 コカコーラ鈴鹿8時間耐久ロードレース OVER Racing 中山アイリ、神谷梨絵

- 2003年～2004年 鈴鹿サーキットクイーン25期生

## 書籍

### 写真集
- RQ a GO GO/レースクイーン ア ゴーゴー/レースクイーンビジュアルマガジン
- RQ a Go Go/レースクイーン ア ゴーゴー特別編集
- ギャルズパラダイス2000 シリーズ2
- ギャルズパラダイス2003 レースクイーン・デビュー篇
- ザ ベスト レースクイーン コスプレ写真集
- サーキット ガールズ 鈴鹿8時間耐久ロードレース レースクイーン76人刺激ショット！